# Contea di Columbia (Florida)
La contea di Columbia (in inglese Columbia County) è una contea della Florida, negli Stati Uniti. Il suo capoluogo amministrativo è Lake City.

## Geografia fisica
La contea si trova nella parte settentrionale dello Stato, al confine con la Georgia. La contea ha una superficie di 2.075 km² di cui lo 0,5% è acqua.
Parte della Foresta nazionale di Osceola si trova nella contea.

### Contee confinanti
- Contea di Clinch (Georgia) - nord
- Contea di Baker - est
- Contea di Union - est
- Contea di Alachua - sud-est
- Contea di Gilchrist - sud-ovest
- Contea di Hamilton - ovest
- Contea di Suwannee - ovest
- Contea di Echols (Georgia) - nord-ovest

## Storia
La contea fu costituita nel 1832 e fu così nominata in onore del famoso esploratore Cristoforo Colombo.

## Centri abitati[3]
- Five Points - cdp
- Fort White - town
- Lake City (capoluogo) - city
- Watertown - cdp

## Politica
| Anno | Repubblicani | Democratici | Altri |
| ---- | ------------ | ----------- | ----- |
| 2004 | 67,1%        | 32,1%       | 0,8%  |
| 2000 | 59,2%        | 38,1%       | 2,7%  |
| 1996 | 46,5%        | 41%         | 12,5% |
| 1992 | 43,4%        | 37%         | 19,6% |
| 1988 | 65,1%        | 34,2%       | 0,7%  |